# Generación comprometida

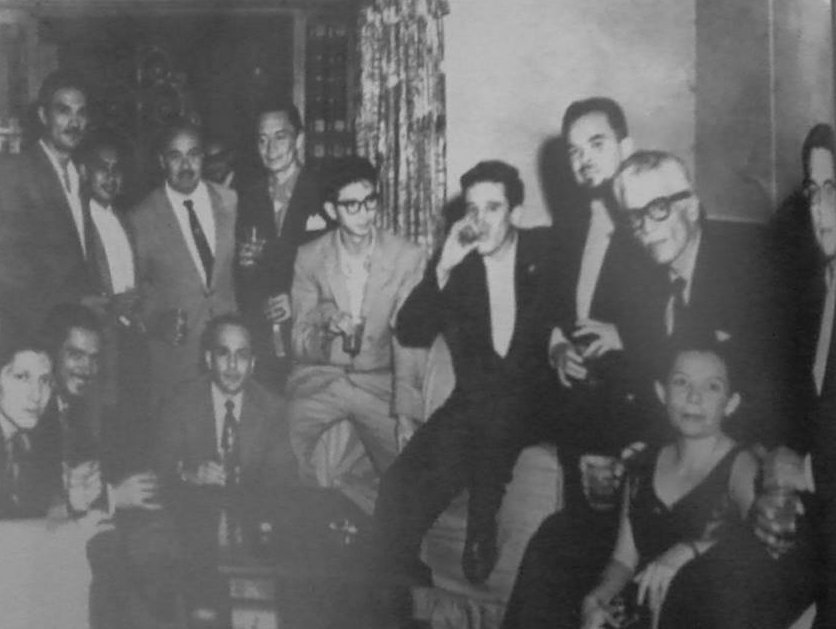
Poeta salvadoreño Roque Dalton de quinto de derecha a izquierda con intelectuales de la Generación comprometida (Círculo Literario Universitario). San Salvador, 1961

                                                                                                                           La Generación Comprometida fue una generación literaria surgida en El Salvador durante la década de 1950, en la cual participaron escritores de varios países latinoamericanos que vivieron en El Salvador exiliados o por razones diplomáticas.  Entre ellos destacan Otto René Castillo y Miguel Ángel Asturias de Guatemala, Guillermo Calderón Puig de Honduras, Rigoberto López Pérez de Nicaragua, Manuel Mejía Vallejo de Colombia y Darío Cossier de Argentina, entre otros. La denominación de "comprometida" fue acuñada por el poeta Ítalo López Vallecillos, influenciado por el pensamiento sartreano. Tuvo dos etapas: la primera, con el núcleo fundacional compuesto por el propio López Vallecillos, Irma Lanzas, Waldo Chávez Velasco, Álvaro Menen Desleal, Eugenio Martínez Orantes y otros. La segunda, con el surgimiento en 1956 del Círculo Literario Universitario, fundado en la Facultad de Derecho de la Universidad de El Salvador. El Círculo integró a los poetas Roque Dalton, Roberto Armijo, José Roberto Cea, Manlio Argueta y Tirso Canales. Armijo, Cea, Argueta, Canales y el poeta Alfonso Quijada Urías dirigieron, durante la década de los 60 hasta 1979 la revista cultural titulada La Pájara Pinta.
La Generación Comprometida influyó sobre las promociones literarias posteriores, tanto por su deseo de ahondar en la realidad salvadoreña, como por su búsqueda de renovación estética, que tuvo las más heterogéneas concreciones: desde la ciencia ficción y el teatro del absurdo de Álvaro Menéndez Leal, pasando por la renovación poética de Roque Dalton, hasta el indigenismo y tono popular de José Roberto Cea.

## Miembros de la Generación Comprometida
- Álvaro Menéndez Leal (también conocido como Álvaro Menen Desleal)
- Oswaldo Escobar Velado
- José René Arteaga Rebollo
- Ítalo López Vallecillos
- Waldo Chávez Velasco
- Irma Lanzas
- Eugenio Martínez Orantes
- Ricardo Bogrand
- Armando López Muñoz
- Mercedes Durand
- Roque Dalton
- Manlio Argueta
- José Roberto Cea
- Roberto Armijo
- Tirso Canales

Algunos autores incluyen dentro de esta Generación al pintor Camilo Minero y a los escritores Alfonso Quijada Urías y Ricardo Castrorrivas.